# Herbert Kurwan
Herbert Kurwan (* 5. Januar 1937; † 29. Januar 2020) war ein deutscher Fußballspieler, der beim Duisburger SpV von 1957 bis 1962 in der Oberliga West 92 Spiele mit 20 Toren bestritten hat.

## Laufbahn

### Amateur, bis 1957
In der Landesliga Niederrhein, bei Union 02 Hamborn, spielte sich der Nachwuchsspieler Herbert Kurwan im Mai 1957 mit 20 Jahren in die deutsche Fußballnationalmannschaft der Amateure. Innerhalb vier Tagen bestritt er am 15. und 19. Mai zwei Länderspiele in der DFB-Mannschaft. Beide Spiele endeten 1:1 unentschieden. Zuerst in Glasgow gegen Schottland, dann in Offenburg gegen England. An der Seite der Stammspieler Herbert Schäfer und Fritz Semmelmann bildete der Hamborner dabei die Läuferreihe des deutschen Teams. Der Oberliga-Vizemeister der Runde 1956/57, der Duisburger Spielverein, verpflichtete das Talent zur Runde 1957/58 und Kurwan wurde Vertragsspieler.

### Oberliga West, 1957 bis 1962
Der vormalige Amateurspieler von Union 02 Hamborn debütierte sofort am ersten Spieltag der Runde 1957/58, am 11. August 1957, beim 3:0-Heimsieg des DSV gegen den SV Sodingen, in der Oberliga West. Der in der Rolle des rechten Verbinders spielende Neuling erzielte dabei auch seinen ersten Treffer in der Vertragsspielerliga im Westen. Kurwan absolvierte alle 30 Spiele in dieser Runde und war auch noch mit 11 Treffern als Torschütze erfolgreich. Höhepunkte waren die Derbys gegen Hamborn 07 und den Meidericher SV. Nach dem Abstieg des Traditionsvereins Duisburger SV nach der Runde 1961/62 aus der Oberliga West, hatte Kurwan 92 Spiele mit 20 Toren für den DSV bestritten.

### Ausklang als Vertragsspieler
Nach der Runde 1962/63 in der 2. Liga West – der DSV belegte den 8. Rang und Kurwan hatte unter Trainer Hennes Hoffmann an der Seite von Mitspielern wie Rolf Benning, Albert Eichholz und Karlheinz Poll in 13 Ligaspielen mitgewirkt – war Kurwan im ersten Jahr der Fußball-Regionalliga 1963/64 nochmals in 18 Spielen für den DSV am Ball. Beim Fusionsverein Eintracht Duisburg kamen 1964/65 nur noch zwei und beim STV Horst-Emscher in der Runde 1965/66 ein Spiel in der Regionalliga West hinzu. Insgesamt verzeichnet Herbert Kurwan 21 Spiele von 1963 bis 1966 in dieser Klasse.